# Þingvellir
Þingvellir (islandsko: ) je kraj v jugozahodnem delu Islandije, v bližini polotoka Reykjanes, na vulkanskem območju Hengill. Þingvellir je zgodovinska lokacija, kulturnega in geološkega pomena in je ena izmed najbolj priljubljenih turističnih destinacij na Islandiji. To je dolina s strmimi pobočji, ki jih zaznamuje Srednjeatlantski hrbet. Prav tako je tukaj Þingvallavatn, največje naravno jezero na Islandiji.
Islandski parlament (Alþingi) je bil ustanovljen v Þingvellirju leta 930 in tam ostal do leta 1798. Narodni park Þingvellir (þjóðgarðurinn á Þingvöllum [ˈθjouðˌkarðʏrɪn au ˈθiŋkˌvœtlʏm]) je bil ustanovljen leta 1930 ob 1000. obletnici Althinga. Park so kasneje razširili, da bi zaščitili raznolike in naravne pojave v okolici, leta 2004 pa so ga uvrstili na seznam svetovne dediščine. Narodni park Þingvellir je prvi narodni park na Islandiji in skrbi za zaščiteno nacionalno svetišče Islandcev – ohranitev parlamenta.

## Toponimija
Ime Þingvellir izhaja iz staronordijskega Þingvǫllr (staronordijska izgovorjava: [ˈθiŋɡˌwɔlːz̠]), iz þing (»stvar, sklop«) in vǫllr (»polje«), kar pomeni polja sklopov. Mesto je dobilo ime po Alþing, islandskem nacionalnem parlamentu, ki je bil ustanovljen v Þingvellirju leta 930 in je tam zasedal do leta 1798. Stvar je bila oblika vladajoče skupščine, ki jo najdemo v germanskih družbah in tradicija, ki traja do danes v takšni ali drugačni obliki po severni Evropi.
Čeprav je ime Þingvellir množinsko, je starejša oblika Þingvǫllr ednina, sodobno edninsko obliko Þingvöllur pa je še vedno mogoče slišati.
Ime je najpogosteje anglizirano kot Thingvellir, v drugih jezikih pa se lahko pojavi kot Tingvellir, Thingvalla ali Tingvalla. Vidno je tudi črkovanje Pingvellir, čeprav črka »p« ne ustreza črki »þ« (trn), ki se izgovarja [θ], kot th.
Dingwall in Tingwall na Škotskem, Thingwall v Angliji, Tynwald na otoku Man, Dinklage v Nemčiji in Tingvoll na Norveškem nosijo imena istega korena in pomena.

## Zgodovina
Þingvellir je postal narodni park zaradi zakonodaje, sprejete leta 1928 za zaščito ostankov mesta parlamenta, s čimer je nastal prvi nacionalni park na Islandiji. Park je bil razglašen za "zaščiteno nacionalno svetišče za vse Islandce, trajno lastnino islandskega naroda pod varstvom parlamenta, ki se nikoli ne sme prodati ali zastaviti."

### Ustanovitev parlamenta
V skladu s knjigo ((Landnámabók (Knjiga o naselitvi) se je naselitev Islandije je začela leta 874, ko je norveški poglavar Ingólfur Arnarson postal prvi stalni norveški naseljenec na otoku. V naslednjih stoletjih so se na Islandijo naseljevali prebivalci skandinavskega in keltskega izvora. Že na začetku so se oblikovala posamezna naseljena okrožja. Z naraščanjem populacij se je pojavila potreba po organizaciji vodenja. Potomci Ingólfura Arnarsona, ki so prevladovali v regiji na jugozahodu Islandije, so postali najmočnejša družina v državi, zato so drugi poglavarji začutili potrebo, da s skupščino omejijo njihovo moč.
Grímur Geitskör je dobil nalogo za mobilizacijo podpore in iskanje primerne lokacije za ustanovitev. Ob približno istem času je bil Bláskógar (takrat ime za regijo Þingvellir) spoznan za krivega umora in njegova zemlja je bila razglašena za javno, na njej so gradili začasna bivališča, uporabljali gozd za kurjavo in pašo konj. Regija Þingvellir je bila izbrana zaradi dostopnosti in kot najbolj poseljeno območje. Iz najbolj oddaljenih krajev na vzhodnem delu države je moral poglavar potovati 17 dni, saj so se gore in ledeniške reke izkazale za nadležne ovire.
Temelj islandskega parlamenta in ustanovitev naroda Islandije in prvi parlamentarni postopek poleti leta 930 je bil temelj za skupno kulturno dediščino in narodno identiteto. Þingvellir je odigral osrednjo vlogo v zgodovini države in njegova zgodovina poteka skoraj vzporedno z zgodovino islandskega združevanja.

### Od združenja do tuje vladavine
Islandski parlament na Þingvellirju je bil najvišji zakonodajni in sodni organ Islandije od njene ustanovitve leta 930 do leta 1271. Lögberg (sodna skala) je bil osrednja točka islandskega parlamenta in osnova za govore. Vodja parlamenta je bil izvoljen za tri leta in je predsedoval skupščini in tolmačil zakone. Preden je bil nek sklep zapisan, so ga tri poletja preverjali. Otvoritev in razpustitev skupščine je potekala po pravilih Lögberga. Odločbe, izdane s strani Sodnega sveta, koledar postopkov, vložene tožbe in druge objave so se nanašale na celoten narod. Vsak udeleženec je bil upravičen, da predstavi svoj primer o pomembnih vprašanjih.
Sodni svet je služil kot parlament in vrhovno sodišče. Tukaj so bili sprejeti in odobreni zakoni in izvršene sodbe po točkah zakona. Sodni svet je imenoval člane pritožbenega sodišča, imenoval uradnega govorca ter sodeloval na volitvah škofa. Za razliko od islandskega parlamenta je bil Sodni sveta zaprto telo, v katerem so le določeni ljudje uživali polne pravice: poglavarji, ki so imeli funkcijo »goði«, njihovi »Þingmen« in kasneje tudi škofje. Vendar pa so imeli vsi na skupščini pravico gledati in poslušati Sodni svet pri delu.
Od začetka do 15. stoletja se je Sodni svet sestajal na Neðri-Vellir na vzhodnem bregu reke Öxará. Ko je reka okoli leta 1500 spremenila svoj tok, se je svet preselil na otoček v njej. Leta 1594 se je Sodni svet preselil v vznožje stare Sodne skale, kjer je ostal, dokler se islandski parlament leta 1798 ni dokončno preselil.
Islandski parlament je bil zakonodajni in glavni pravosodni organ Islandije za čas trajanja do leta 1271. Izvršilna oblast je bila v rokah poglavarjev in posamezne stranke so obravnavali od primera do primera. To se je izkazalo za zelo primerno ureditev, dokler je ostajalo razmerje moči med poglavarji enakomerno. Zadnja desetletja so zaznamovali spopadi med poglavarji družin, kar je imelo za posledico, da je Islandija postala del norveške krone. Izvršilna oblast je bila okrepljena v okviru tega novega reda, medtem ko je zakonodajni in sodni organ ostal v rokah islandskega parlamenta, ki pa je bil postopoma prenesen na norveške in kasneje danske oblastnike, dokler ni leta 1662 kralj Danske postal absolutni vladar Islandije.

### Družabno središče
Þingvellir je bil središče islandske kulture. Vsako leto so se v obdobju zasedanja parlamenta, ljudje iz vse države množično zbrali na Þingvellirju, včasih v tisočih. Naredili so si začasna bivališča iz šote in skal ter ostali na skupščini dva tedna. Na Þingvellirju razen kmetije in kasneje dveh cerkva ni bilo nobenih stalnih stavb.
Čeprav so bile naloge skupščine pravi razlog za prihod, so se navadni ljudje zbrali na Þingvellirju iz veliko različnih razlogov. Trgovci, brusilci mečev in usnjarji so prodajali svoje blago in storitve, prišli so artisti in glumači ter pivovarji. Prinesli so novice iz oddaljenih delov, potekale so igre in praznovanja. Mladi so delali svoje načrte, nič manj od vodilnih in strokovnjakov v zakonodaji. Potujoči rokodelci so iskali svoje delo in potepuhi prosjačili. Þingvellir je bil zbirališče vseh na Islandiji, tukaj je bil položen temelj za jezik in književnost, kar je bilo pomemben del življenja ljudi vse do današnjih dni.

## Geografija
Þingvellir je leta 1928 postal narodni park zaradi svojega zgodovinskega pomena in tudi kot posebno tektonsko in vulkansko okolje.
Kontinentalni prelom med severnoameriško in evrazijsko ploščo je jasno razviden iz razpok ali prelomov, ki prečkajo regijo, ena največjih, Almannagjá, je pravi kanjon. Razmikanje plošč povzroča na tem območju tudi pogoste potrese.
Nekatere razpoke so polne presenetljivo čiste vode. Nikulásargjá [ˈnɪːkʏˌlauːsarˌcauː], bolj znana kot Peningagjá [ˈpɛːniŋkaˌcauː], »počen kovanec«), je polna kovancev. Potem ko so jo leta 1907 premostili za prihod kralja Friderika VIII. Danskega, so začeli obiskovalci metati kovance v razpoko, kar je postalo tradicija, ki temelji na evropskih legendah.
Þingvellir je na severni obali jezera Þingvallavatn, ki je največje naravno jezero na Islandiji. Reka Öxará teče skozi narodni park in tvori slap pri Almannagjá, ki se imenuje Öxarárfoss. Na severni obali jezera je razpoka Silfra, priljubljena lokacija za ogled in snorkljanje. Skupaj s slapom Gullfoss in gejzirji na Haukadalurju, je Þingvellir del najbolj znanih znamenitosti Islandije.
Þingvellir je od leta 2004 na Unescovem seznam svetovne dediščine.

## V umetnosti
Zaradi svojega naravnega okolja je bil Þingvellir predmet del več islandskih slikarjev, vključno z Johannesom Sveinssonom Kjarvalom in Ásgrímurjem Jónssonom. Narodna galerija Islandije ima v lasti več kot 150 slik Ásgrímurja Jónssona, katerih tema je Þingvellir. Þingvellir je med umetniki postal priljubljen ne le zaradi svojega naravnega okolja, ampak tudi zato, ker je bil blizu glavnega mesta Islandije, Reykjavík, in zato razmeroma enostaven za dostop.

## V popularni kulturi
Thingvalla Line, dansko ladjarsko podjetje, ki je delovalo med letoma 1879 in 1898, je dobilo ime po Þingvellirju. Na svojem vrhuncu je imela družba v svoji floti deset ladij, od katerih se je ena imenovala S/S Thingvalla, splovljena leta 1873. Družba je upravljala še s štirimi drugimi ladjami, ki so nosile islandska imena, in sicer S/S Geiser, S/S Island in dve plovili z imenom S/S Hekla.

## Kulturno povezani kraji
- Gulating, ena prvih norveških zakonodajnih skupščin in eno od današnjih sodišč zahodne Norveške.
- Jamtamót, zgodovinska zakonodajna skupščina Jämtlanda.
- Løgting, parlament Ferskih otokov in Tinganes, mesto ferske vlade.
- Tynwald, zakonodajno telo otoka Man. Tynwald si deli koren in pomen imena s Þingvellirjem.